# 细长竹蛏
细长竹蛏（学名：Solen gracilis），是帘蛤目竹蛏科竹蛏属的一种。主要分布于中国大陆、台湾，常栖息在潮下带。
其种加词来源于拉丁文“gracilis”，意为“纤细的”。